# فانيسا لاشي
فانيسا جوي لاشي (بالإنجليزية: Vanessa Joy Lachey)‏ (قبل الزواج مينيلو، ولدت في 9 نوفمبر 1980) شخصية تلفزيونية أمريكية، عارضة أزياء، ممثلة ومضيفة تلفزيونية، وحاملة لقب ملكة جمال سابقة بعدما توجت بمسابقة ملكة جمال مراهقات الولايات المتحدة الأمريكية 1998.

## روابط خارجية
- الموقع الرسمي
- فانيسا لاشي على موقع IMDb (الإنجليزية)
- فانيسا لاشي على موقع ألو سيني (الفرنسية)
- فانيسا لاشي على موقع ميوزك برينز (الإنجليزية)
- فانيسا لاشي على موقع إن إن دي بي (الإنجليزية)
- فانيسا لاشي على موقع قاعدة بيانات الفيلم (الإنجليزية)
- فانيسا لاشي على موقع كينوبويسك (الروسية)
- فانيسا لاشي في موقع بيبول.كوم